# Ian Clarke (Informatiker)

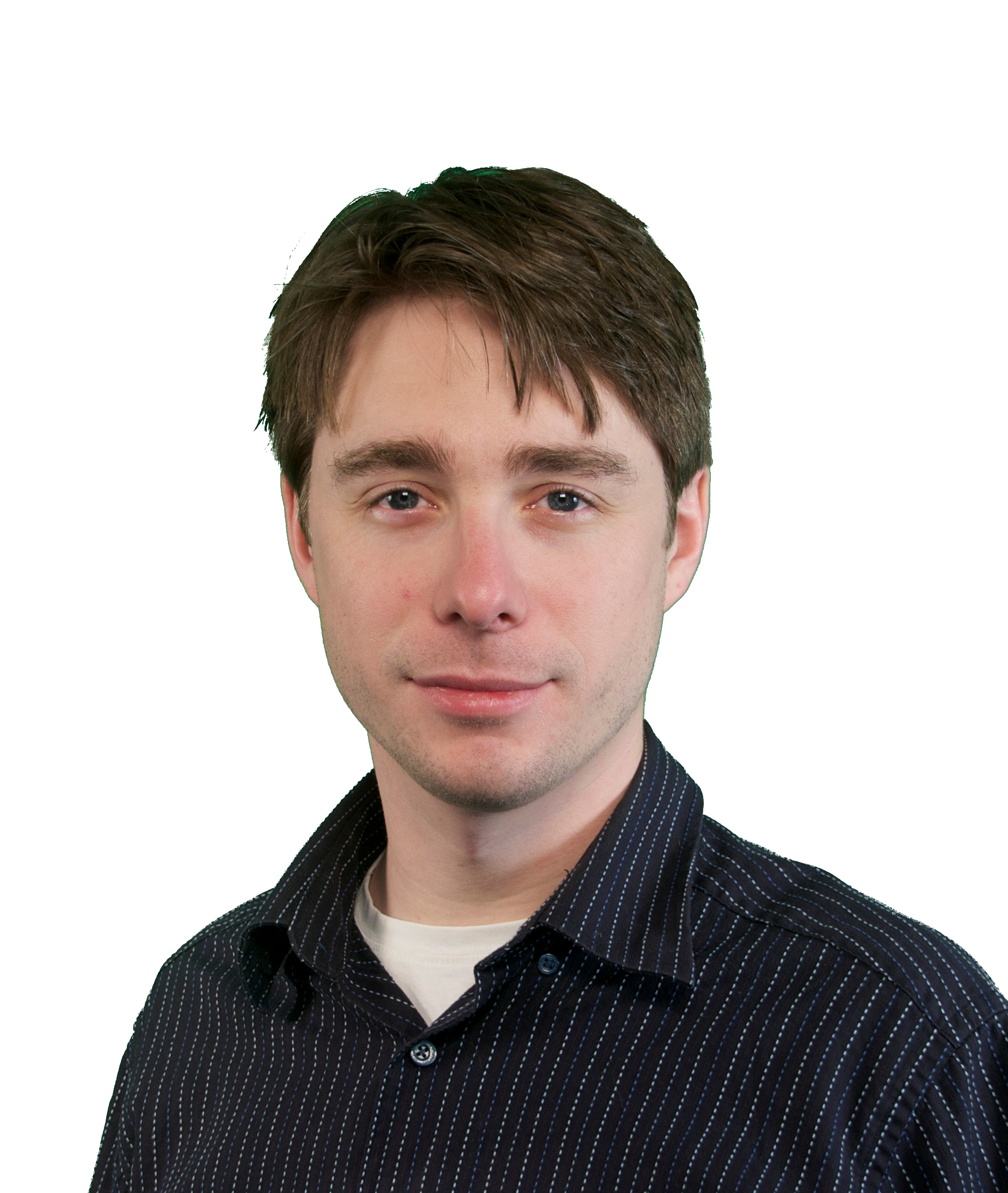
Ian Clarke 2009

Ian Clarke (* 16. Februar 1977 in Dublin) ist ein irischer Informatiker und der Entwickler und Koordinator des Peer-to-Peer-Netzwerkes Freenet. Zudem ist er der Entwickler von Dijjer, einem verteilten P2P-Webcache, der die Bandbreitenbelastung von überlasteten Webseiten reduzieren soll.

## Lebenslauf
Beim Besuch der weiterführenden Schule gewann Ian Clarke den ersten Preis in dem „Ireland's national Young Scientists Competition“ (englisch für  Nationaler Wettbewerb junger Wissenschaftler Irlands) für ein Projekt der künstlichen Intelligenz. Im folgenden Jahr gewann er wieder den ersten Preis, als er eine mathematische Methode entwickelte, genaue Karten lichtdurchlässiger Objekte zu erstellen.
1995 zog Clarke nach Schottland, um Informatik und Künstliche Intelligenz an der Universität Edinburgh zu studieren. Während seines Studiums war er zwei Jahre lang Präsident der „Edinburgh University's Artificial Intelligence Society“ (englisch für Gesellschaft für Künstliche Intelligenz der Edinburgh Universität) und belebte diese Organisation wieder.
1999 reichte er eine Arbeit A Distributed Decentralised Information Storage and Retrieval System (englisch für „Ein verteiltes dezentrales Informationsspeicher- und -abrufsystem“) ein, die seinen akademischen Grad Bachelor of Science (Honours) in Computer Science and Artificial Intelligence abschloss. Etwa im Juli 1999 veröffentlichte er sein Papier im Internet und lud die Internet-Gemeinschaft ein, seine Idee als freie Software umzusetzen: Ein Programm, das ein unzensierbares Forum zur freien Kommunikation über das Internet ermöglichen würde. Dieses Programm wurde zu Freenet, das im März 2000 in seiner ersten Version 0.1 erschien.
Im Jahr 1999 machte er an seiner Universität seinen Abschluss mit Auszeichnung und startete im Sommer bei Logica UK in der Space Division als IT-Berater.

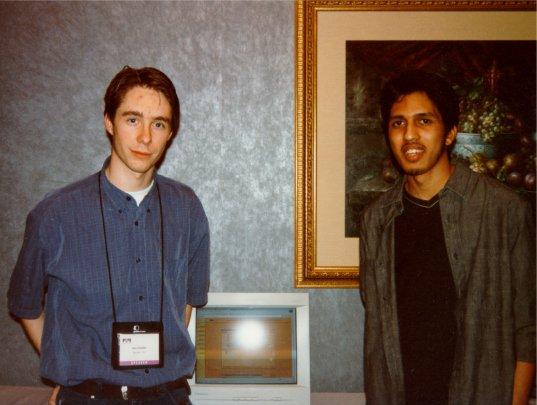
Ian Clarke (links) bei der O’Reilly Peer-to-Peer Conference in San Francisco, 2001

Clarke nutzte die hohe Öffentlichkeitswahrnehmung, die Freenet nach Veröffentlichung von Version 0.1 im März 2000 erfuhr, um sein Ideal der völligen Freiheit der Kommunikation zu verbreiten. Er wurde zum bekannten Kritiker von Internet-Kontrolle in den Händen von Regierungen und Unternehmen sowie vom fortschrittshemmenden Missbrauch von Urheberrechten. Durch das Interesse der technischen Gemeinschaft an Freenet hatte Clarke außerdem Gelegenheit, in verschiedenen Foren zu sprechen, darunter an der Stanford University, bei Microsoft Research und dem UCLA Washington Center.
Im August 2000 zog Clarke nach Santa Monica, Kalifornien, und mitbegründete sein erstes kommerzielles Unternehmen, Uprizer Inc. Als Technischer Direktor war es Clarkes Absicht, kommerzielle Anwendungen für die Freenet-Technologie zu erkunden. Im Januar 2001 brachte Uprizer 4 Mio. US-Dollar als Finanzierung von Investoren auf, darunter Intel und Kline Hawkes & Co.
Im September 2002 gründete Clarke Cematics LLC. Cematics hat eine Reihe von Produkten entwickelt, darunter Locutus, eine P2P-Such-Anwendung für Betriebe; WhittleBit, eine Suchmaschine, die durch Nutzer-Rückmeldungen lernt; und 3D17, ein webbasiertes gemeinschaftliches Editier-Werkzeug.
Im September 2003 wurde Ian Clarke vom Technology-Review-Magazin des MIT als einer der top 100 Young Innovators of 2003 (einer der 100 Spitzen-Innovatoren unter 35 Jahren im Jahr 2003) gewählt.

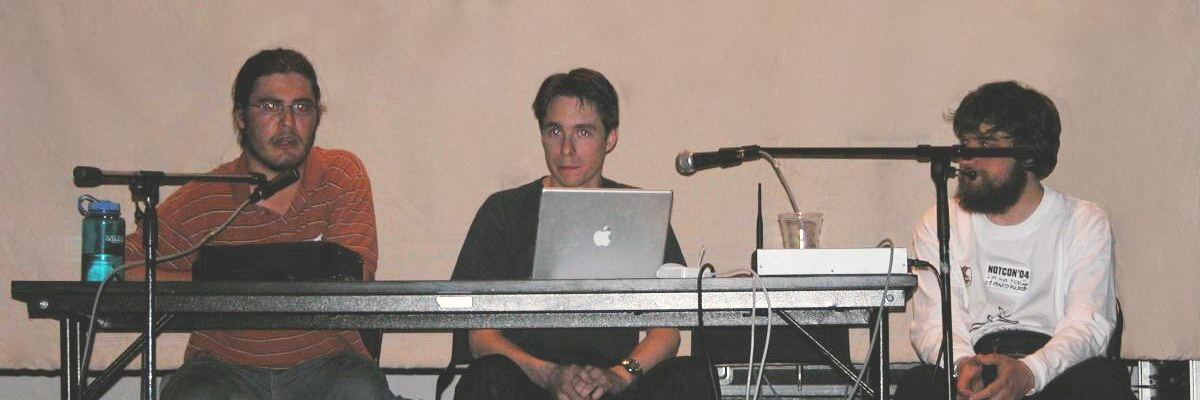
Ian Clarke (Mitte) und Freenet-Hauptentwickler Matthew Toseland (rechts) bei einem Vortrag über Freenet, 2004

Im Oktober 2003 zog Clarke mit Cematics nach Edinburgh, Schottland, zurück. Er verbringt seine Zeit mit der Koordination von Freenet und als Geschäftsführer von Cematics Ltd, und er spricht weiterhin öffentlich zu Themen wie Urheberrechten, verteilten Kommunikationssystemen und der Ideologie freier Kommunikation.
2004 begann er die Entwicklung von Dijjer.
Am 29. Juli 2005 sprach Clarke bei der 13. DEFCON, der weltgrößten jährlichen Hackerveranstaltung, zusammen mit Oskar Sandberg über Routing in einem Darknet, speziell in Bezug auf Freenet.